# Donald Banks
Thomas MacDonald « Donald » Banks (1891-1975) était un soldat décoré, un haut fonctionnaire et un membre fondateur et le premier président de la Société de Guernesey (en) (Guernsey Society).

## Famille
Donald est né à Guernesey le 31 mars 1891. Il est le fils de Thomas Brownsort Banks, un papetier, et de Margaret Elizabeth (née Roebuck). Il avait une sœur aînée, Blanche, et un frère cadet, Maurice Rowley.
Il a épousé Dorothea Webster, et ils eurent une fille, Dawn Louise, née en 1932. La marraine de Dawn était la princesse Louise, conséquence du fait que Donald commandait le Régiment de Kensington (en) de l'Armée territoriale, dont elle était le patron. Ils vivaient à Lymington, dans le Hampshire. Dorothée est morte en 1947. 
En 1948, Donald a épousé Elizabeth Bradley de Lymington, et ils eurent deux enfants ensemble. Ils ont déménagé à Cadnam Lodge dans le New Forest, où il gardait un troupeau de vaches de Guernesey.

## Jeunesse
Il a fréquenté l'Elizabeth College (en), à Guernesey entre 1899 et 1909, où il était dans la promotion VIII 1908-9.

## Carrière
Il est entré dans le Home Civil Service en 1909 au département de l'Échiquier et de l'Audit. En 1914, il passa l'examen du Home Civil Service, et est nommé au bureau du secrétaire du General Post Office (GPO). Il a été secrétaire privé du secrétaire de la GPO, et entre 1920 et 1923 est le secrétaire privé de quatre Postmasters General successifs. En 1924, il est nommé contrôleur adjoint de la Caisse d'épargne postale (Post Office Savings Bank), et est devient contrôleur en 1931. Il est devenu le premier Directeur général de la Poste en 1934, où il est responsable de l'introduction du service d'urgence '999', ainsi que de l'horloge parlante (« TIM »). Il a été fait chevalier par la reine par la liste du Nouvel An de 1935.
En 1936, il est transféré au ministère de l'Air, où il a été nommé secrétaire permanent, en 1938, est devenu le premier sous-secrétaire d'État permanent pour l'Air. Il était responsable de la mise en place du programme d'entrainement de l'armée de l'air pour l'Empire, et voyagea en Australie et en Nouvelle-Zélande pour discuter de la fabrication d'avions localement.
Après la Seconde Guerre mondiale, il reprend sa carrière dans la fonction publique au ministère de l'Air. Il a été chef de la délégation du Royaume-Uni auprès de l'Organisation de l'aviation civile internationale à Montréal en 1946, et vice-président du Conseil consultatif du transport aérien de 1947 à 1951. Il a également été directeur des sociétés De La Rue et Standard Telephones and Cables, et le président de la Chambre de commerce anglo-chinoise de 1946 à 1954.
En 1956, grâce à son rôle dans la société De La Rue, il est devenu maître de la Worshipful Company of Makers of Playing Cards.
Dans sa nécrologie, le Daily Telegraph l'a décrit comme « un homme d'idées dont la polyvalence a beaucoup contribué au bien-être national dans la guerre et la paix ».

## Service militaire
Il a servi lors de la Première Guerre mondiale en tant que commandant du 10th (Service) Battalion de l'Essex Regiment et du 8th Battalion du Royal Berkshire Regiment. À la suite de ses actions, il a reçu l'Ordre du Service distingué (DSO), Croix militaire, la Croix de guerre, et a reçu deux citations militaires.
Après la Première Guerre mondiale, il a continué dans l'Armée territoriale, et il commanda le Kensington Régiment (en) de 1927 à 1931.
Lors de la Seconde Guerre mondiale, Donald Banks est revenu dans le service actif, et a été adjudant et quartier-maître général de la 50th (Northumbrian) Division. Il a servi dans la Corps expéditionnaire britannique en 1940, et a été mentionné dans les dépêches. Il est promu un major-général en 1943. De 1940 à 1945, il a été directeur général du Petroleum Warfare Department, qui a, durant le conflit, développé des applications innovantes basées sur de l'essence. On peut citer notamment FIDO, (dispersion du brouillard dans les aéroports) et PLUTO (pipeline sous-marin transportant des carburants de l'Angleterre vers l'Europe mis en place juste après le débarquement).
En 1946, il a reçu la Legion of Merit, avec le grade de Commander du Président des États-Unis. La citation dit:
« Le major-général Sir Donald Banks, directeur général du Petroleum Warfare Department de l'armée britannique, ministère des carburants et de l'énergie, a fourni des services remarquables sur le théâtre des opérations européen de mars 1943 à novembre 1944, en aidant à la production et la fabrication d'un lance-flamme amélioré américain. Son département a pleinement coopéré avec les forces américaines et adapté le lance-flammes Crocodile pour le char Sherman, et formé des personnels américains à son fonctionnement et à sa maintenance. Il a également fourni la neuvième Armée américaine de l'Armée de l'air avec une mélange de campagne qui a été employé pendant la campagne de Normandie. La coopération du général Banks et sa bonne compréhension des problèmes posés, a largement contribué à la poursuite fructueuse de la guerre. »

## Guernsey Society
Donald était très concerné par le bien-être de ses compatriotes insulaires exilés, conséquence de l'occupation des îles Anglo-Normandes, et a été en contact constant avec le Home Office et les fonctionnaires chargés des personnes évacuées. Il estimait qu'il devait y avoir une voix informée et le mouvement d'opinion parmi les hommes et les femmes exilés de Guerney qui pourraient influencer le gouvernement britannique, et d'aider les autorités insulaires, à la fin des hostilités.
En 1942, il a été approché par le Home Office pour voir si quelque chose pouvait être fait pour faire passer un message rassurant aux insulaires. Il est établi que, bien que les autorités allemandes aient interdit les radios, que la BBC était toujours reçue (clandestinement) à Guernesey et à Jersey. Ce message a été diffusé par la BBC le 24 avril 1942.
Il a contribué à la fondation de la Société de Guernesey (en) (Guernsey Society) en 1943, ainsi que la publication de Nos Iles par le groupe d'études des îles Anglo-Normandes, à la suite d'un colloque à Oxford en 1944.
Donald a exercé la fonction de président de la Société de Guernesey depuis sa création en 1943, jusqu'à la fin de 1946, quand il a été nommé vice-président. Il a été remplacé comme président par le capitaine de frégate (Commander) Esten De Jersey.